# Вигглсворт, Смит
Смит Вигглсворт (англ. Smith Wigglesworth; 8 июня 1859, Йоркшир — 12 марта 1947, Уэйкфилд, Уэст-Йоркшир) — британский религиозный деятель пятидесятничества.  Исцеляющий евангелист. Считается, что он воскресил из мёртвых целых 23 человека. Молился за множество людей во множестве стран и все они получали исцеление, которое было явно видно и зафиксировано(?).
Смит родился 8 июня в Англии, в местечке Менстон, Йоркшир в бедной семье. Будучи маленьким ребёнком, он работал на полях, собирая репу бок о бок со своей матерью; работал также на фабриках. В детстве был неграмотным. Будучи посетителем методистской Церкви, он родился свыше (в традиционном понимании евангельских христиан) в возрасте 8 лет.
Он был крещён через полное погружение в баптистской Церкви и получил основы Библейского учения от Плимутских братьев во время изучения водопроводного дела в качестве подмастерья.

## Семья
Вигглсворт женился на Полли Феттерстоун 2 мая 1882 года. К моменту их брака она была участником служения Армии Спасения.
Интересно, что Смит научился читать после того, как он женился на Полли. Именно она научила его читать Библию. Он часто заявлял, что это была единственная книга, которую он когда-либо читал, и он не допускал наличия газет в своём доме, предпочитая Священное Писание как единственный материал для чтения.
У Смита и Полли была одна дочь Алиса и четыре сына: Сет, Гарольд, Эрнест и Джордж. Полли умерла в 1913 году.
Внук Смита Вигглсворта, Лесли Вигглсворт после 20 летнего служения в качестве миссионера в Конго служил президентом в Церкви Елим в Великобритании.

## Служение
До 1907 года Смит нёс небольшое христианское служение в Брадфорде в свободное от работы время.
В возрасте 48 лет после крещения Святым Духом, его образ жизни значительно изменился. Как сам он неоднократно свидетельствовал об этом позже, он почувствовал, что Бог призвал его к служению евангелизации по всему миру.
Несмотря на то, что он не имел богословского образования, Виглсворт обладал уверенностью в абсолютной истинности библейского учения и активно проповедовал евангельские истины.

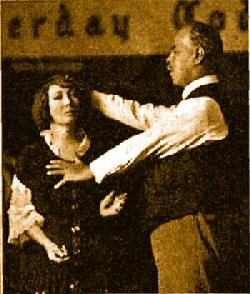
Вигглсворт молится за больную женщину

Существует мнение, что служение Смита Вигглсворта сопровождалось многочисленными фактами чудесных исцелений по молитве, благодаря чему он приобрёл значительную известность.
Будучи неутомимым служителем, он свидетельствовал о спасении через веру в Иисуса Христа как Господа и Спасителя при всякой возможности.
Смит Вигглсворт служил во многих церквях Йоркшира, чаще всего в Церкви Вифезда в окрестности Шеффилда, где он получал множество откровений от Бога.
Часто он проповедовал и проводил служения по нескольку раз в день. Во время его публичных служений к Иисусу Христу обращались сотни и тысячи людей, многие из которых также получали крещение Духом Святым.
Вигглсворт верил, что исцеление приходит через веру, в отдельных случаях приписывая заболевание демонам. По его заверениям Бог исцелил его от аппендицита.
Во время молитвы Смит практиковал различные методы, порой непонятные непосвящённому человеку. Он использовал елей, возлагал руки, а в отдельных случаях мог даже ударить больного человека, как бы «выгоняя» болезнь или демона, ответственного за проблемы. Когда у него не было возможности возложить руки на аудиенции в Швеции, он молился за «корпоративное исцеление», и люди возлагали руки сами на себя. Он также раздавал платочки, за которые помолился, с той целью, чтобы люди получили помощь. Один из таких платочков был отправлен Королю Георгу V.
Написал несколько книг, которые популярны до сих пор.
До конца своих земных дней Смит Вигглсворт пребывал в служении Иисусу Христу и умер во время богослужения в возрасте 87 лет.